# Lepanthes johnsonii
Lepanthes johnsonii là một loài lan được tìm thấy ở México (Chiapas) to Guatemala.